# گولیلمو استنداردو
گولیِلمو استنداردو (زاده ۶ می ۱۹۸۱) بازیکن فوتبال سابق ایتالیایی که به عنوان مدافع مرکزی بازی می‌کرد.

## حرفه باشگاه
استنداردو در سال ۱۹۹۷ فعالیت خود را در ناپولی آغاز کرد و برای تعدادی از باشگاه‌های برتر فوتبال ایتالیا از جمله سامپدوریا، لاتزیو و یوونتوس و همچنین تیم ابتدایی سلرنیتانا بازی کرده‌است. در دوران حضور او در ناپولی در یک انتقال موقتی برای فصل ۲۰۰۴ به صورت قرضی به کاتانیا اعزام شد.

## سبک بازی
علی‌رغم کمبود سرعت و مهارت‌های فنی قابل توجه، استنداردو نام خود را به عنوان یک مدافع مرکزی بزرگ، قد بلند، از نظر جسمی قوی و سرسخت معرفی کرده‌است.

## زندگی شخصی
برادر استنداردو، ماریانو، نیز فوتبالیست است. گولیلمو در طول فعالیت بازیگری خود موفق به اخذ مدرک حقوق شد. در دسامبر ۲۰۱۲، هنگامی که از مسابقه Coppa ایتالیا مقابل رم خارج شد، به منظور نشستن امتحان در سالرنو برای مدرک حقوق خود، منبع بحث و جدل بود و متعاقباً توسط آتالانتا جریمه شد.